# Jeroen Krabbé
Jeroen Aart Krabbé (Amsterdam, 5 december 1944) is een Nederlands acteur, filmregisseur,  kunstschilder en illustrator.

## Biografie

### Familie en beginjaren
Krabbé werd geboren in een artistieke familie. Zijn vader Maarten Krabbé en grootvader Hendrik Maarten Krabbé waren bekende schilders, evenals zijn middelste zoon Jasper Krabbé nu is. Zijn moeder, Margreet Reiss, was schrijfster en vertaalster van filmteksten. Zijn grootvader van moeders kant, Abraham Reiss, werd in 1943 op transport gezet naar Sobibór en vermoord. Zijn oudere broer Tim Krabbé is schrijver (en schaker), zijn halfbroer Mirko Krabbé is multimediakunstenaar-ontwerper. Jeroen Krabbé is sinds 1964 gehuwd met Herma Krabbé. Zijn oudste zoon Martijn Krabbé is presentator van televisie- en radioprogramma's, zoals The Voice.
Krabbé werd, nadat hij al een jaar aan de kunstacademie had gestudeerd, op zijn zeventiende toegelaten tot de Amsterdamse toneelacademie. Hij deed in 1965 eindexamen; in dit examenjaar kreeg hij de Top Naeff-prijs. Van 1977 tot 1981 studeerde Krabbé verder aan de kunstacademie en kreeg hij les van onder anderen de surrealist Melle Oldeboerrigter.
Het debuut van Krabbé als filmacteur was een kort optreden in Fietsen naar de maan, uit 1963 van Jef van der Heyden. Zijn eerste significante filmrol, naast Phil Bloom, volgde in 1968 in de Nederlands/Duitse bioscoopfilm Professor Columbus van Rainer Erler.

### Succes als acteur en regisseur

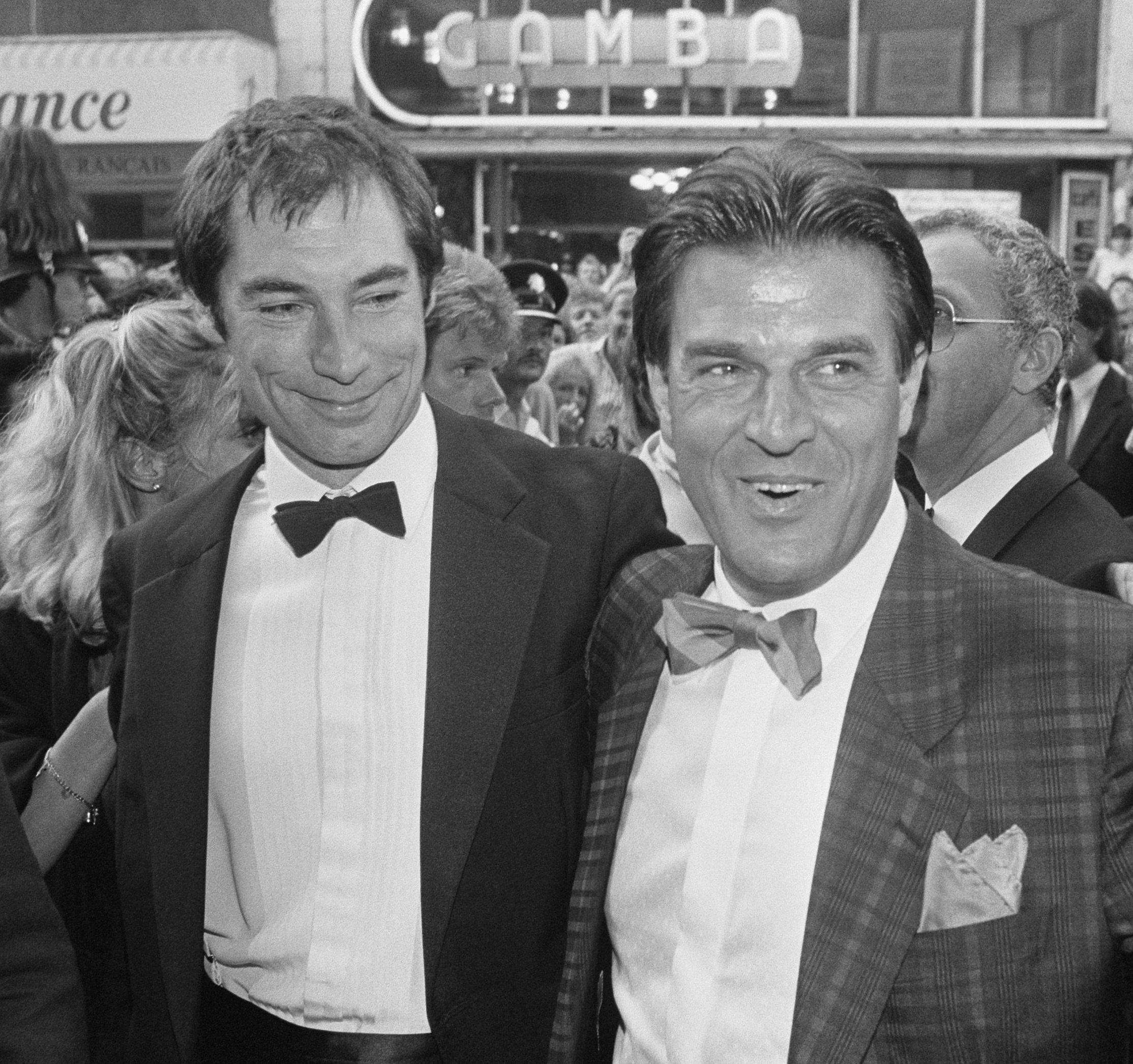
Krabbé met Timothy Dalton tijdens de première van The Living Daylights in 1987

Krabbé speelde belangrijke rollen in twee grote filmhits van Paul Verhoeven: Soldaat van Oranje (1977) en De vierde man (1983).
In 1985 regisseerde Krabbé een toneelbewerking van het dagboek van Anne Frank. Hij speelde hier zelf ook in mee als de vader van Anne, Otto Frank. Op 9 mei 1985 werd deze voorstelling uitgezonden door de TROS. Om zich nog beter in hun rollen te verdiepen, brachten alle acteurs een nacht door in het Achterhuis. 
Ook speelde Krabbé in enkele Hollywoodfilms met als debuut Jumpin' Jack Flash (1986). Krabbé is internationaal echter vooral bekend geworden als antagonistische schurk, bijvoorbeeld uit: Prince of Tides (1991), The Fugitive (1993) en als de slechterik Georgi Koskov in de James Bondfilm The Living Daylights (1987). In The Fugitive was Krabbé de schurk dr. Charles Nichols als tegenspeler van Harrison Ford.
In 1998 regisseerde Krabbé de film Left Luggage, naar de novelle 2 koffers vol van Carl Friedman, en in 2001 volgde de verfilming van Harry Mulisch' roman De ontdekking van de hemel tot The Discovery of Heaven. Voor beide films schreef Edwin de Vries het scenario.

### Succes als presentator
In september 2005 presenteerde hij voor de AVRO de documentaireserie Allemaal THEATER, over de naoorlogse geschiedenis van het Nederlandse toneel. Hiervoor interviewde hij vele acteurs, regisseurs, schrijvers en cabaretiers. In 2007 maakte hij eenzelfde soort serie over de filmgeschiedenis, Allemaal FILM.
In 2014 stond Krabbé voor het eerst sinds bijna tien jaar weer op het toneel in het toneelstuk Vaslav. Hij vertolkte daarin de rol van Sergej Diaghilev.
In 2015 kwam Krabbé met een succesvolle tv-serie Krabbé zoekt... Vincent van Gogh bij de AVROTROS. In 2017 kwam hij met een vervolg over het leven van Pablo Picasso, in 2018 over het leven van Paul Gauguin, in 2020 over Marc Chagall, in 2022 over Frida Kahlo en in 2024 over Henri Matisse, onder regie van Richard den Dulk. Met regisseur Den Dulk gaat hij in Krabbé kijkt verder na iedere aflevering dieper in op opvallende momenten tijdens de opnames.

### Kunstschilder

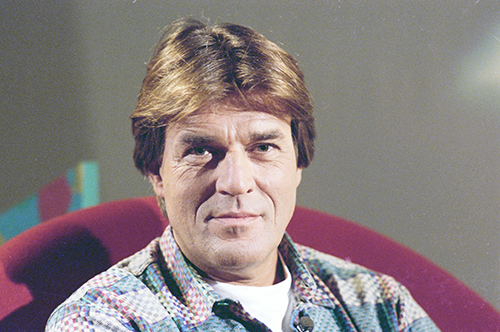
Jeroen Krabbé in 1992

Als kunstschilder heeft Krabbé zich vooral toegelegd op de landschapsschilderkunst, hoewel hij ook een aantal portretten en stillevens heeft geschilderd. Zijn stijl, gekenmerkt door vaak felle kleuren, varieert van sterk geabstraheerd tot figuratief, waarbij invloed van het impressionisme merkbaar is. Hij maakte diverse schetsen op locaties die hij als filmacteur bezocht, onder andere Ouarzazate in Marokko, Vanuatu en Indonesië. Krabbé werkte samen met de Francis Kyle Galleries in Londen. Zijn schilderijen werden door Kyle zeer succesvol aangeboden aan kunstminnende Engelsen die Krabbé nu vooral leerden kennen als schilder. In 2008 presenteerde Museum de Fundatie in zijn locatie in Zwolle, Paleis aan de Blijmarkt, de tentoonstelling Jeroen Krabbé: Schilder – een retrospectieve (met een overzicht van het gehele oeuvre van Krabbé). Hij kreeg de titel Briljanten Kunstenaar van het Jaar 2018.

### Illustrator
Krabbé illustreerde ook boeken, zoals  het Bezuinigingskookboek : kookboek voor de jaren 80 van Marjan Berk en voor Alles bleef zoals het niet was, een gedichtenbundel van J.H. van Geemert (Zie bibliografie).

## Filmografie (als acteur)

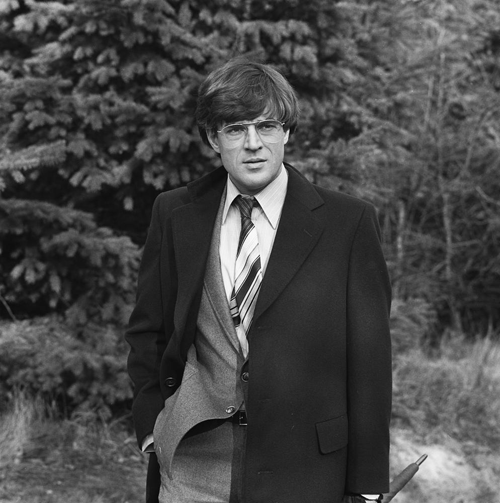
Krabbé in De fabriek (1980)

- Fietsen naar de maan (1963) – leerling-decorateur
- De mikado (televisiefilm, 1967) – Miki-Miki
- Professor Columbus (1968) – Jan
- Kort en Klein (1971) – diverse rollen in liedjes en sketches
- The Little Ark (1972) – dokter
- Tatort (televisieserie) – Henk (afl. "Kressin und die Frau des Malers", 1972)
- Uilenspiegel (televisiefilm, 1973) – Hertog Alva
- Twee onder een klap (televisieserie) – rol onbekend (1973)
- De vloek van de Woestewolf (televisieserie) – Hertog Maximiliaan (1974)
- Alicia (1974) – piloot
- Durmazon (miniserie, 1974) – rol onbekend
- Amsterdam 700 (miniserie, 1975) – Daniel de Barrios
- Liefde half om half (televisiefilm, 1976) – William Featherstone
- Soldaat van Oranje (1977) – Guus LeJeune
- Hij en zij (televisieserie) – Robert Bleeker (1978)
- Een pak slaag (1979) – Barns
- Martijn en de magiër (1979) – regisseur
- Spetters (1980) – Frank Henkhof
- Tenslotte ben je geen kind meer (televisieserie) – rol onbekend (6 afl., 1980)
- De fabriek (televisieserie) – André Hageman (6 afl., 1981)
- Een vlucht regenwulpen (1981) – Maarten / alter ego
- Het oponthoud (televisiefilm, 1982) – Hans
- Mensen zoals jij en ik (afl. "Taxi in de regen", 1982, met Kees Brusse en Willeke Alberti)
- Party in Parijs (televisiefilm, 1982) – Jaap
- World War III (televisiefilm, 1982) – Col. Alexander Vorashin
- Het verleden (1982) – Harry Heyblom
- Candida (televisiefilm, 1982) – Dominee James Morell
- Willem van Oranje (miniserie, 1983) – Willem van Oranje
- De vierde man (1983) – Gerard Reve
- Pim (televisieserie) – rol onbekend (1983)
- Het dagboek van Anne Frank (televisiefilm, 1985) – Otto Frank
- Turtle Diary (1985) – Mr. Sandor (the slob)
- In de schaduw van de overwinning (1986) – Peter van Dijk
- Jumpin' Jack Flash (1986) – Mark Van Meter
- No Mercy (1986) – Losado
- Her Secret Life (televisiefilm, 1987) – Malarin
- Miami Vice (televisieserie) – Klaus Herzog (afl. "Heroes of the Revolution", 1987)
- The Living Daylights (1987) – Generaal Giorgi Koskov
- A World Apart (1988) – Gus Roth
- Crossing Delancey (1988) – Anton Maes
- Shadowman (1988) – Theo
- Scandal (1989) – Eugene Ivanov
- Melancholia (1989) – David Keller
- After the War (miniserie, 1989) – Herman Pfaff
- The Punisher (1989) – Gianni Franco
- Till There Was You (1990) – Robert 'Viv' Vivaldi
- Murder East - Murder West (televisiefilm, 1990) – Edgar Rutchinsky
- Family of Spies (televisiefilm, 1990) – Boris One
- Secret Weapon (televisiefilm, 1990) – Asher
- Robin Hood (televisiefilm, 1991) – Baron Roger Daguerre
- Sahara Sandwich (1991) – rol onbekend
- Dynasty: The Reunion (televisiefilm, 1991) – Jeremy Van Dorn
- Kafka (1991) – Bizzlebek
- The Prince of Tides (1991) – Herbert Woodruff
- Voor een verloren soldaat (1992) – Jeroen Boman (volwassen)
- Stalin (televisiefilm, 1992) – Bukharin
- Oeroeg (1993) – Hendrik Ten Berghe
- The Young Indiana Jones Chronicles (televisieserie) – Brockdorff (afl. "Paris, May 1919", 1993)
- The Fugitive (1993) – Dr. Charles Nichols
- King of the Hill (1993) – Mr. Erich Kurlander
- Farinelli (1994) – George Frideric Handel
- Immortal Beloved (1994) – Anton Felix Schindler
- The Odyssey (miniserie, 1997) – Koning Alcinous
- Business for Pleasure (televisiefilm, 1997) – Alexander Schutter
- The Disappearance of Garcia Lorca (1997) – Col. Aguirre
- Left Luggage (1998) – Mr. Kalman
- Dangerous Beauty (1998) – Pietro Venier
- Only Love (televisiefilm, 1998) – François
- Ever After (1998) – Auguste De Barbarac
- An Ideal Husband (1999) – Baron Arnheim
- Jesus (televisiefilm, 1999) – Satan (Man)
- Il cielo cade (2000) – Wilhelm
- The Discovery of Heaven (2001) – Gabriel
- Fogbound (2002) – Dr. Duff
- Ocean's Twelve (2004) – Van der Woude
- Off Screen (2005) – Gerard Wesselinck
- Deuce Bigalow: European Gigolo (2005) – Gaspar Voorsboch
- Snuff-Movie (2005) – Boris Arkadin
- Leef! (2005) – Hugo
- Dalziel and Pascoe (televisieserie) – Det. Supt. Wim de Kuiper (afl. "Wrong Place, Wrong Time: Part 1 & 2", 2006)
- Midsomer Murders (televisieserie) – Cyrus LeVanu (afl. "Talking to the Dead", 2008)
- Transporter 3 (2008) – Minister Oekraïne (Leonid Vasilev)
- Albert Schweitzer (2009) – Albert Schweitzer
- Verborgen gebreken (televisieserie) – Bob Rademakers (2009)
- In therapie (televisieserie, 2011)
- Alleen maar nette mensen – Bram Samuels (2012)
- Van Gogh; een huis voor Vincent (2013) – Vincent Willem
- De Man met de Hamer (televisieserie) – Arend de Leeuw (2013)
- Sneeuwwitje en de zeven kleine mensen (televisiefilm, 2015)
- Gangster Kittens (2016) – Pierre
- De Liefhebbers (2019) – Jan
- Neem me mee (2023) – Joep

## Filmografie (als regisseur)
- Left Luggage (1998)
- The Discovery of Heaven (2001)

## Onderscheidingen
- In 1965 kreeg Jeroen Krabbé de Top Naeff-prijs
- In 1999 werd hij benoemd tot Commandeur in de Orde van de Nederlandse Leeuw.
- Op 7 december 2014 kreeg hij uit handen van de Amsterdamse burgemeester Eberhard van der Laan de Frans Banninck Cocqpenning uitgereikt tijdens de viering van zijn zeventigste verjaardag. Die penning wordt toegekend aan personen die zich gedurende een periode van ten minste twaalf jaar bijzonder verdienstelijk hebben gemaakt voor de hoofdstad.

## Trivia
- Vanaf 2009 tot en met 2018 vertolkte Jeroen Krabbé Sinterklaas tijdens de intocht in Amsterdam.
- Krabbé staat in de mediawereld bekend om zijn goede internationale contacten die hij ontmoet heeft en die hij als vrienden beschouwt, van Barbra Streisand, tot prins Bernhard van Lippe-Biesterfeld, die hem regelmatig uitnodigde op paleis Soestdijk.

## Familie Krabbé
- Hendrik Maarten Krabbé (Londen, 1868 – Amsterdam, 1931) – kunstschilder
  - Maarten Krabbé (Laren, 1908 – Amsterdam, 2005) – kunstschilder
    - Tim Krabbé (Amsterdam, 1943) – schrijver, schaker en wielrenner
    - Jeroen Krabbé (Amsterdam, 1944) – acteur, filmregisseur en kunstschilder
      - Martijn Krabbé (Amsterdam, 1968) – radio- en televisiepresentator
        - Bickel Krabbé - acteur, muzikant/zanger

      - Jasper Krabbé (Amsterdam, 1970) – graffitischrijver en kunstschilder

    - Mirko Krabbé (Amsterdam, 1960) – beeldend kunstenaar en ontwerper

### Stamboom
|            |            |                |                |                |                | Hendrik Maarten Krabbé | Hendrik Maarten Krabbé | Hendrik Maarten Krabbé | Hendrik Maarten Krabbé | Hendrik Maarten Krabbé | Hendrik Maarten Krabbé |                |                | Miep Rust      | Miep Rust      | Miep Rust     | Miep Rust     | Miep Rust        | Miep Rust        |                  |                  |                  |                  |              |              |  |  |  |  |  |  |  |  |  |  |  |  |  |  |  |  |  |  |
|            |            |                |                |                |                | Hendrik Maarten Krabbé | Hendrik Maarten Krabbé | Hendrik Maarten Krabbé | Hendrik Maarten Krabbé | Hendrik Maarten Krabbé | Hendrik Maarten Krabbé |                |                | Miep Rust      | Miep Rust      | Miep Rust     | Miep Rust     | Miep Rust        | Miep Rust        |                  |                  |                  |                  |              |              |  |  |  |  |  |  |  |  |  |  |  |  |  |  |  |  |  |  |
|            |            |                |                |                |                |                        |                        |                        |                        |                        |                        |                |                |                |                |               |               |                  |                  |                  |                  |                  |                  |              |              |  |  |  |  |  |  |  |  |  |  |  |  |  |  |  |  |  |  |
|            |            | Margreet Reiss | Margreet Reiss | Margreet Reiss | Margreet Reiss | Margreet Reiss         | Margreet Reiss         |                        |                        | Maarten Krabbé         | Maarten Krabbé         | Maarten Krabbé | Maarten Krabbé | Maarten Krabbé | Maarten Krabbé |               |               | Helena Verschuur | Helena Verschuur | Helena Verschuur | Helena Verschuur | Helena Verschuur | Helena Verschuur |              |              |  |  |  |  |  |  |  |  |  |  |  |  |  |  |  |  |  |  |
|            |            | Margreet Reiss | Margreet Reiss | Margreet Reiss | Margreet Reiss | Margreet Reiss         | Margreet Reiss         |                        |                        | Maarten Krabbé         | Maarten Krabbé         | Maarten Krabbé | Maarten Krabbé | Maarten Krabbé | Maarten Krabbé |               |               | Helena Verschuur | Helena Verschuur | Helena Verschuur | Helena Verschuur | Helena Verschuur | Helena Verschuur |              |              |  |  |  |  |  |  |  |  |  |  |  |  |  |  |  |  |  |  |
|            |            |                |                |                |                |                        |                        |                        |                        |                        |                        |                |                |                |                |               |               |                  |                  |                  |                  |                  |                  |              |              |  |  |  |  |  |  |  |  |  |  |  |  |  |  |  |  |  |  |
|            |            |                |                |                |                |                        |                        |                        |                        |                        |                        |                |                |                |                |               |               |                  |                  |                  |                  |                  |                  |              |              |  |  |  |  |  |  |  |  |  |  |  |  |  |  |  |  |  |  |
| Tim Krabbé | Tim Krabbé | Tim Krabbé     | Tim Krabbé     | Tim Krabbé     | Tim Krabbé     |                        |                        | Jeroen Krabbé          | Jeroen Krabbé          | Jeroen Krabbé          | Jeroen Krabbé          | Jeroen Krabbé  | Jeroen Krabbé  |                |                | Mirko Krabbé  | Mirko Krabbé  | Mirko Krabbé     | Mirko Krabbé     | Mirko Krabbé     | Mirko Krabbé     |                  |                  |              |              |  |  |  |  |  |  |  |  |  |  |  |  |  |  |  |  |  |  |
| Tim Krabbé | Tim Krabbé | Tim Krabbé     | Tim Krabbé     | Tim Krabbé     | Tim Krabbé     |                        |                        | Jeroen Krabbé          | Jeroen Krabbé          | Jeroen Krabbé          | Jeroen Krabbé          | Jeroen Krabbé  | Jeroen Krabbé  |                |                | Mirko Krabbé  | Mirko Krabbé  | Mirko Krabbé     | Mirko Krabbé     | Mirko Krabbé     | Mirko Krabbé     |                  |                  |              |              |  |  |  |  |  |  |  |  |  |  |  |  |  |  |  |  |  |  |
|            |            |                |                |                |                |                        |                        |                        |                        |                        |                        |                |                |                |                |               |               |                  |                  |                  |                  |                  |                  |              |              |  |  |  |  |  |  |  |  |  |  |  |  |  |  |  |  |  |  |
|            |            |                |                | Martijn Krabbé | Martijn Krabbé | Martijn Krabbé         | Martijn Krabbé         | Martijn Krabbé         | Martijn Krabbé         |                        |                        | Jasper Krabbé  | Jasper Krabbé  | Jasper Krabbé  | Jasper Krabbé  | Jasper Krabbé | Jasper Krabbé |                  |                  | Jacob Krabbé     | Jacob Krabbé     | Jacob Krabbé     | Jacob Krabbé     | Jacob Krabbé | Jacob Krabbé |  |  |  |  |  |  |  |  |  |  |  |  |  |  |  |  |  |  |
|            |            |                |                | Martijn Krabbé | Martijn Krabbé | Martijn Krabbé         | Martijn Krabbé         | Martijn Krabbé         | Martijn Krabbé         |                        |                        | Jasper Krabbé  | Jasper Krabbé  | Jasper Krabbé  | Jasper Krabbé  | Jasper Krabbé | Jasper Krabbé |                  |                  | Jacob Krabbé     | Jacob Krabbé     | Jacob Krabbé     | Jacob Krabbé     | Jacob Krabbé | Jacob Krabbé |  |  |  |  |  |  |  |  |  |  |  |  |  |  |  |  |  |  |
|            |            |                |                | Bickel Krabbé  |                |                        |                        |                        |                        |                        |                        |                |                |                |                |               |               |                  |                  |                  |                  |                  |                  |              |              |  |  |  |  |  |  |  |  |  |  |  |  |  |  |  |  |  |  |